# Kallaste (Mõniste)
Kallaste – wieś w Estonii, w prowincji Võru, w gminie Mõniste.